# Guin (Alabama)
Cet article concerne la ville américaine de Guin, en Alabama. Pour la ville suisse, voir Guin.
Guin est une municipalité américaine située dans le comté de Marion en Alabama. Selon le recensement de 2010, sa population est de 2 376 habitants.

## Géographie
Guin est située dans le nord-ouest de l'Alabama, près de la frontière avec l'État du Mississippi. La municipalité s'étend sur 14,95 milles carrés (38,72 km2).

## Histoire
La ville est nommée en l'honneur de certains de ses premiers habitants, la famille Guin. Elle devient une municipalité en 1889.
Le 3 avril 1974 la ville a été presque entièrement détruite par une tornade de force F5 dans l'échelle de Fujita durant l'éruption de tornades dite du « Super Outbreak ». Vingt-trois des trente personnes tuées par la tornade le furent dans cette ville. L'historien louisiannais Morgan D. Peoples est né à Guin en 1919.

## Démographie
Selon le recensement de 2000, Guin est une petite municipalité de 2 389 personnes réparties en 1 168 unités de logement et comprend 666 familles sur un territoire de 32,3 km2. La population est à 86,69% blanche, 11,85% afro-américaine, 0,46% amérindienne, 0,08% asiatique et 0,29% d'autres origines. De plus, 0,63% se reconnaissaient de deux origines ou plus et 0,54% étaient d'origine hispanique ou latino-américaine. 
Le revenu moyen était de 26 618 $US alors que celui d'une famille était de 35 174 $US. Il y avait 19,2% des familles et 20,9% de la population générale sous le seuil de pauvreté.
| 1900 | 1910 | 1920 | 1930  | 1940  | 1950  | 1960  | 1970  |
| ---- | ---- | ---- | ----- | ----- | ----- | ----- | ----- |
| 249  | 356  | 596  | 1 099 | 1 175 | 1 137 | 1 462 | 2 220 |

| 1980  | 1990  | 2000  | 2010  | - | - | - | - |
| ----- | ----- | ----- | ----- | - | - | - | - |
| 2 418 | 2 464 | 2 389 | 2 376 | - | - | - | - |